# Venta (vattendrag)
Venta är en 346 km lång flod i Baltikum. Avrinningsområdet är ca 11800 kvkm. Den rinner upp i Litauen och rinner sedan genom Lettland. Den har gett namn åt staden Venta i nordvästra Litauen och åt staden Ventspils i nordvästra Lettland. I staden Kuldīga i Kurland bildar älven ett lågt vattenfall på 1,8–2,2 meter, Ventas Rumba, som med sina 270–275 meter är Europas bredaste. Utflödet i Östersjön är vid staden Ventspils. 

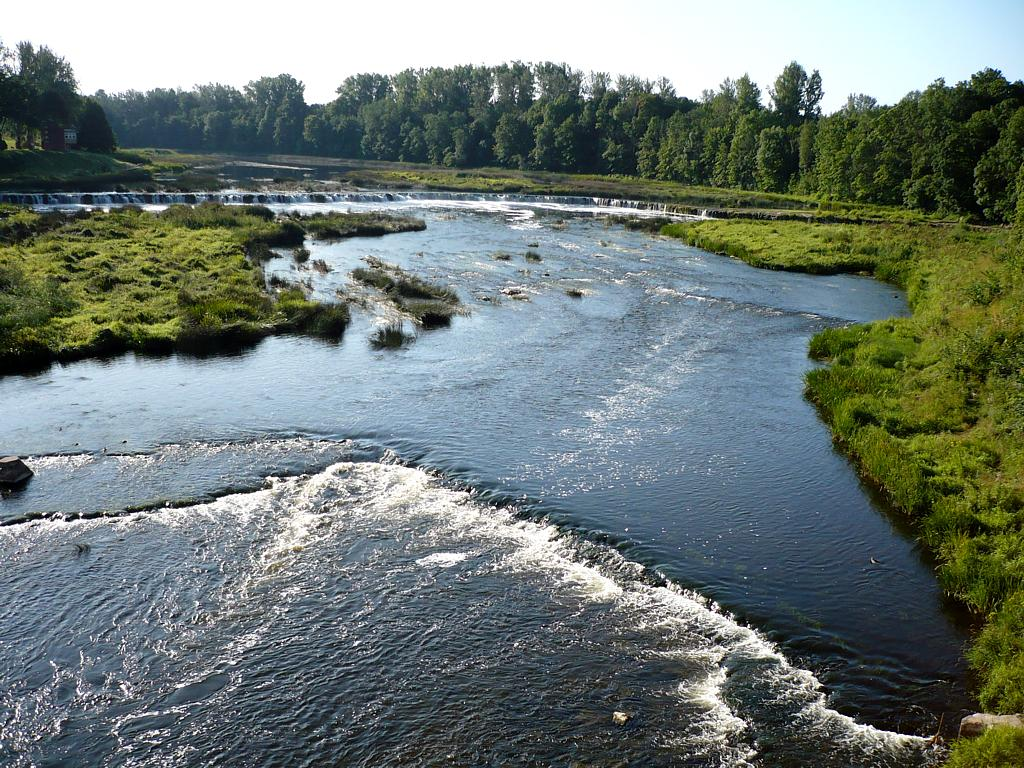
Älven Venta.

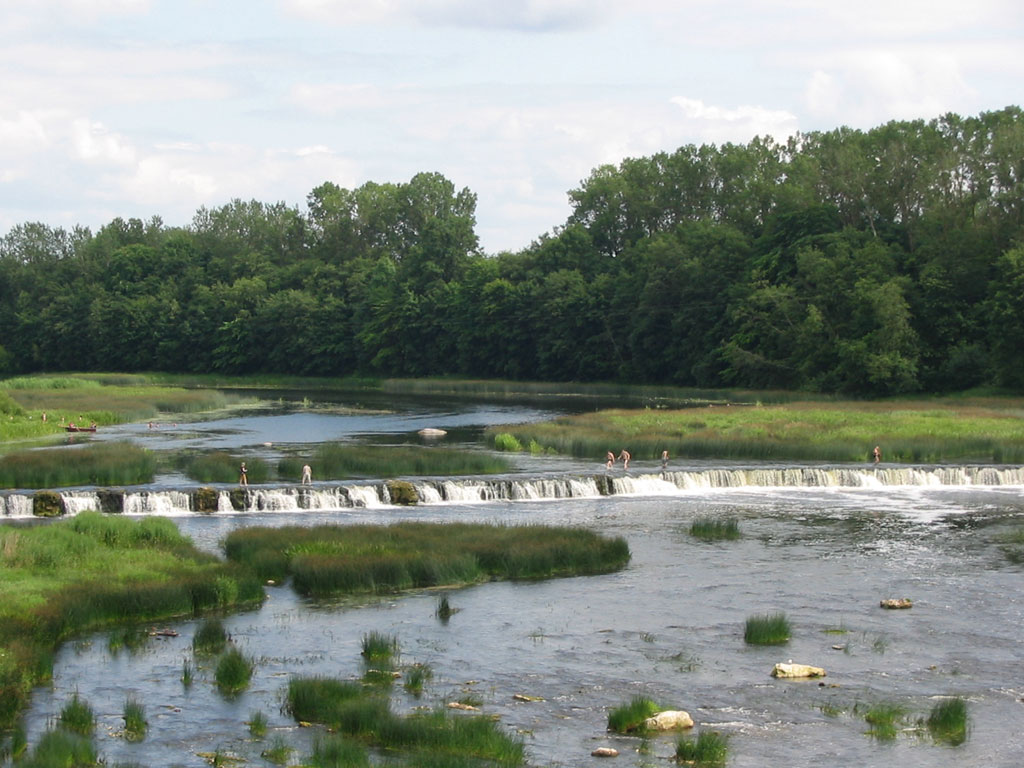
Vattenfallet Ventas Rumba.

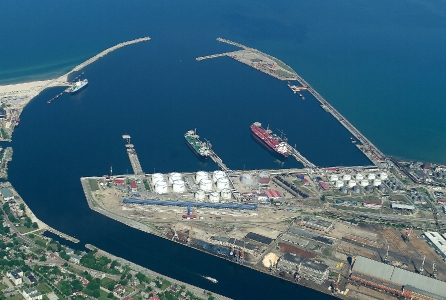
Ventas utflöde i Ventspils.